# Obwód mikołajowski

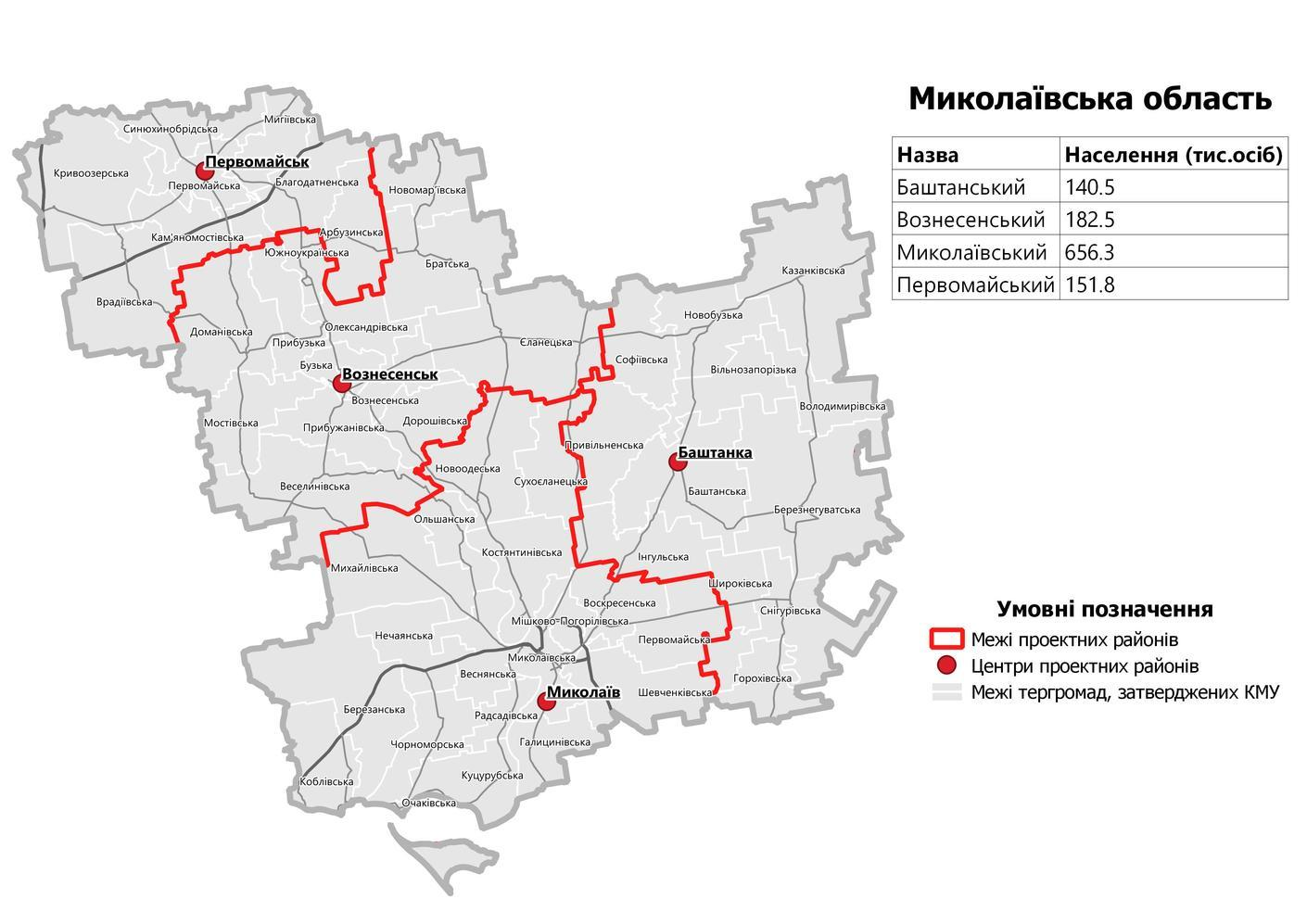
Rejony od 2020 roku

Rejony do 2020 roku

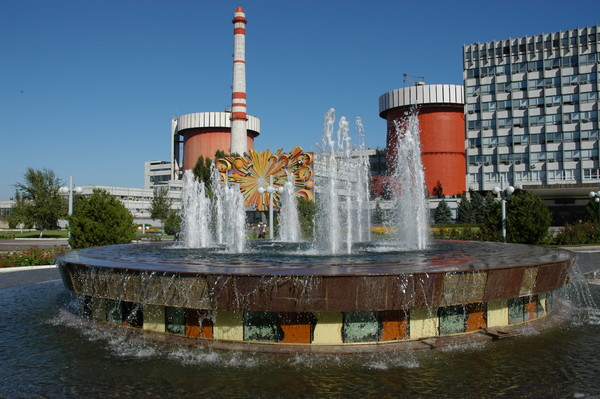
Południowoukraińska Elektrownia Jądrowa

Obwód mikołajowski (ukr. Миколаївська область, Mykołajiwśka obłast´) – jeden z 24 obwodów Ukrainy. Leży w południowej części Ukrainy, nad Morzem Czarnym. Na zachodzie graniczy z obwodem odeskim, na północy z obwodem kirowohradzkim, na wschodzie i południowym wschodzie z dniepropetrowskim i chersońskim.
Stolicą obwodu jest Mikołajów.
Obwód leży na granicy trzech historycznych regionów: Jedysanu (centralna i południowa część), Zaporoża (północna część) i Podola (skrawek północno-zachodni).
Od 2022 roku obwód częściowo znajduje się pod okupacją rosyjską.

## Podział administracyjny
Obwód dzieli się na 4 rejony:
- basztański
- mikołajowski
- perwomajski
- wozniesieński

Do 19 lipca 2020 roku obwód dzielił się na 19 rejonów:
- arbuzyński
- basztański
- berezański
- bereznehuwatski
- bratski
- domaniwski
- jełanecki
- kazankowski
- krywoozerski
- mikołajowski
- nowobożański
- nowoodeski
- oczakowski
- perwomajski
- snihuriwski
- wesełynowski
- witowski
- wozniesieński
- wradijiwski

oraz 5 miast wydzielonych: Mikołajów, Oczaków, Perwomajsk, Jużnoukraińsk i Wozniesieńsk.

## Demografia
Skład narodowościowy obwodu w 2001 roku:

1. Ukraińcy: 1034,4 tys. (81,9%)
2. Rosjanie: 177,5 tys. (14,1%)
3. Mołdawianie: 13,2 tys. (1,0%)
4. Białorusini: 8,4 tys. (0,7%)
5. Bułgarzy: 5,6 tys. (0,4%)
6. Ormianie: 4,3 tys. (0,3%)
7. Żydzi: 3,3 tys. (0,3%)
8. Koreańczycy: 1,8 tys. (0,1%)
9. Azerowie: 1,5 tys. (0,1%)
10. Romowie: 1,4 tys. (0,1%)
11. Polacy: 1,3 tys. (0,1%)
12. Tatarzy: 1,3 tys. (0,1%)

We wsi Bohemka mieszkają także Czesi.

## Miasta
1. Mikołajów
2. Perwomajsk
3. Piwdennoukrajinśk
4. Wozniesieńsk
5. Nowy Boh
6. Oczaków
7. Snihuriwka
8. Basztanka
9. Nowa Odessa

## Zabytki
- Pozostałości starożytnego greckiego miasta Olbia
- Zabytki Mikołajowa z końca XVIII w. i z XIX w., m.in.: kościół katolicki św. Józefa, kościół ormiański św. Jerzego, sobór Narodzenia Matki Bożej, kościół luterański Chrystusa Odkupiciela, Fontanna Turecka
- Sobór św. Mikołaja w Oczakowie z przełomu XVIII i XIX w.
- Cerkiew Opieki Matki Bożej w Perwomajsku z 1805 r.
- Altanka w Wozniesieńsku z 1837 r.

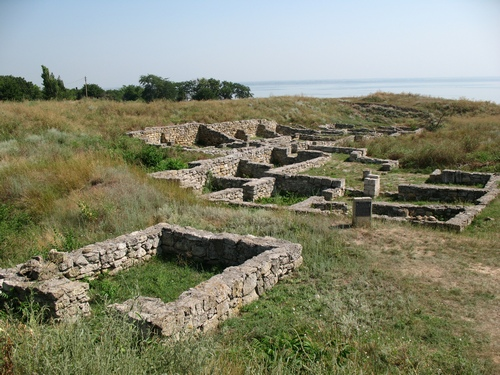
Olbia
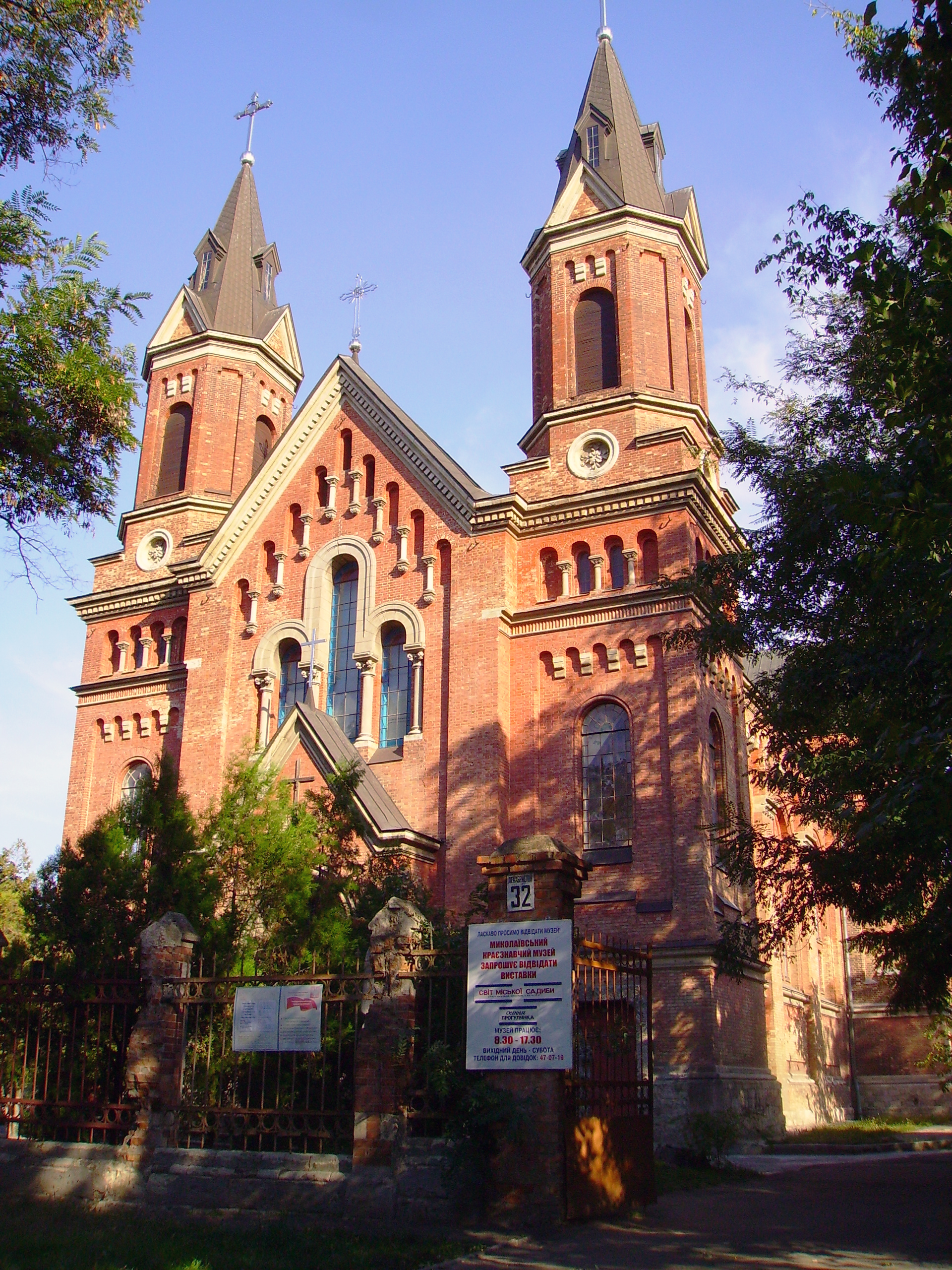
Kościół św. Józefa w Mikołajowie
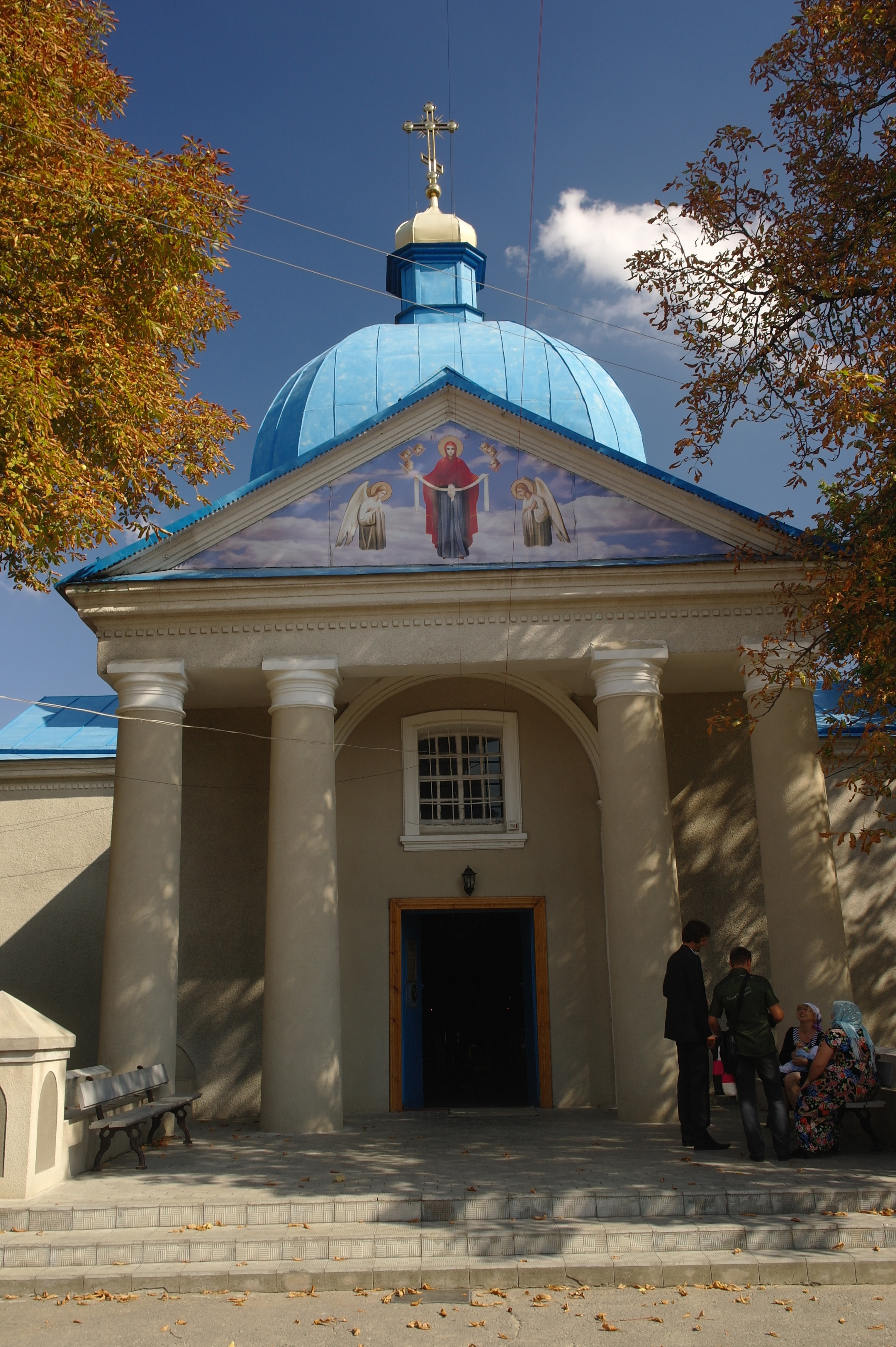
Cerkiew Opieki Matki Bożej w Perwomajsku
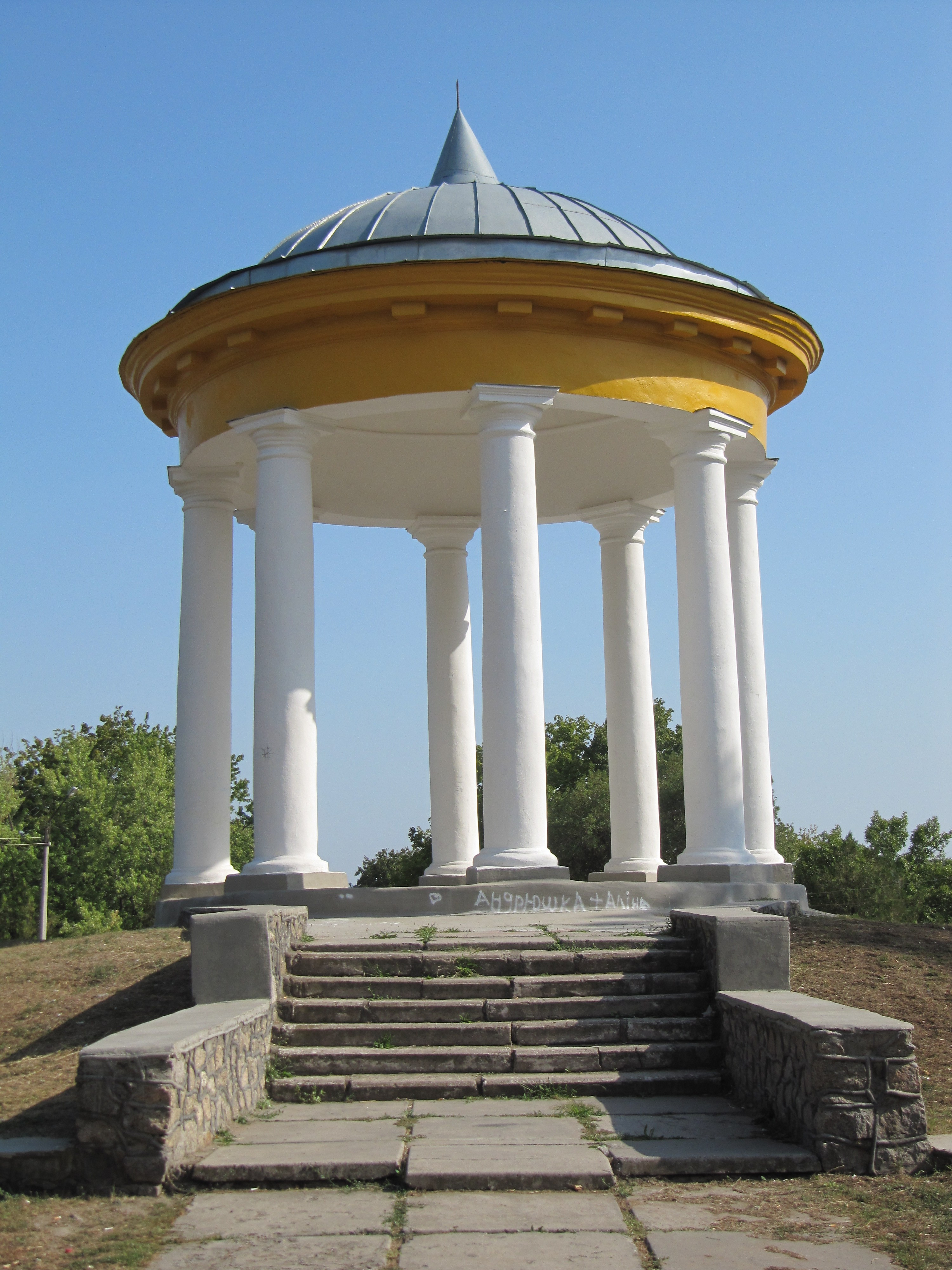
Altanka w Wozniesieńsku